# I Can Feel You
"I Can Feel You" é o primeiro single da cantora norte-americana Anastacia, para promover o seu quarto álbum de estúdio Heavy Rotation de 2008. A estréia mundial foi no Reino Unido na BBC Radio 2, em 21 de agosto de 2008.

## Videoclipe
O vídeo teve sua estréia oficial em 14 de setembro de 2008. Dirigido por Chris Applebaum e filmado em Los Angeles. O vídeo mostra Anastacia cantando e dançando com um vestido prata, também mostra ela totalmente nua em uma grande banheira, várias cenas iguais a um making of mostrando Anastacia sendo maquilhada e sendo acompanhada pela sua equipe. Nesse vídeo é possível ver o marido de Anastacia, a sua irmã e seus Cães.

## Faixas e formatos
Reino Unido duas faixas promocionais CD single
1. "I Can Feel You" (Edição de Rádio) – 3:31
2. "I Can Feel You" (Versão do Álbum) – 3:50

Reino Unido cinco faixas promocionais CD single
1. "I Can Feel You" (Versão original) – 3:49
2. "I Can Feel You" (Max Sanna & Steve Pitron Radio Edit) – 3:34
3. "I Can Feel You" (Max Sanna & Steve Pitron Club Mix) – 7:54
4. "I Can Feel You" (Max Sanna & Steve Pitron Club Mix Radio Edit) – 3:33
5. "I Can Feel You" (Mousse T Remix) – 3:26

Alemão CD single
1. "I Can Feel You" (Versão do Álbum) – 3:50
2. "I Can Feel You" (Instrumental) – 3:48

Internacional CD single
1. "I Can Feel You" (Versão do Álbum) – 3:50
2. "I Can Feel You" (Max Sanna & Steve Pitron Club Mix) – 7:54

Internacional CD maxi single
1. "I Can Feel You" (Edição de Rádio) – 3:30
2. "In Summer" – 4:07
3. "I Can Feel You" (Max Sanna & Steve Pitron Club Mix) – 7:54
4. "I Can Feel You" (Edição de Vídeo) – 3:40

Australiano CD maxi single
1. "I Can Feel You" (Edição de Rádio) – 3:30
2. "I Can Feel You" (Max Sanna & Steve Pitron Club Mix) – 7:54
3. "In Summer" – 4:07
4. "I Can Feel You" (Edição de Vídeo) – 3:40

## Desempenho

### Posições
| Tabelas musicais (2008)                | Melhor posição |
| -------------------------------------- | -------------- |
| Australian ARIA Physical Singles Chart | 31             |
| Ö3 Austria Top 40                      | 20             |
| Belgian Ultratop 50 Singles (Flanders) | 38             |
| Belgian Ultratop 40 Singles (Wallonia) | 33             |
| Czech IFPI Airplay Chart               | 57             |
| Dutch Top 40                           | 24             |
| Estonian Airplay Chart                 | 4              |
| European Hot 100 Singles               | 54             |
| German Singles Chart                   | 25             |

| Tabelas musicais (2008)        | Melhor posição |
| ------------------------------ | -------------- |
| Italian FIMI Singles Chart     | 11             |
| Slovak IFPI Airplay Chart      | 5              |
| Swedish Singles Chart          | 17             |
| Swiss Singles Chart            | 27             |
| UK Singles Chart               | 67             |
| Tabelas musicais (2009)        | Melhor posição |
| Hungarian Mahasz Airplay Chart | 20             |